# Evans Piedmont Glacier
Evans Piedmont Glacier är en glaciär i Antarktis. Den ligger i Östantarktis. Nya Zeeland gör anspråk på området. Evans Piedmont Glacier ligger 213 meter över havet.
Terrängen runt Evans Piedmont Glacier är kuperad åt nordväst, men åt sydost är den platt. Terrängen runt Evans Piedmont Glacier sluttar österut. Trakten är obefolkad. Det finns inga samhällen i närheten.